# Istituto storico italiano per il medio evo
L'Istituto storico italiano per il Medioevo (in acronimo ISIME) è un istituto di ricerca non universitario, fondato a Roma con regio decreto del 25 novembre 1883 col nome di Istituto Storico Italiano. Si trova in Piazza dell'Orologio a Roma ed ha sede fin dal 1924 nell'Oratorio dei Filippini. 
L'attuale denominazione fu assunta nel 1934, con regio decreto n. 1226 del 20 luglio 1934. Fine istituzionale dell'Istituto è lo studio e la pubblicazione unitaria delle fonti storiche medievali della Nazione. È diretto da un Consiglio costituito da docenti universitari, presieduto da un presidente (dal 2024 da un direttore), e vigilato dal Ministero per i Beni e le Attività Culturali .
L'ISIME fa parte dell'Unione internazionale degli istituti di archeologia.
Dal 22 febbraio 2024, con decreto del ministro della Cultura Gennaro Sangiuliano, il professore Umberto Longo (Università di Roma La Sapienza) è stato nominato direttore dell'ISIME.

## Biblioteca e Archivio Storico
Presso l'Istituto, si è formata nel corso degli anni una biblioteca quale supporto ai lavori istituzionali di edizione delle fonti e quale risultato dei rapporti di scambio e collaborazione con le Deputazioni di storia patria e con i principali istituti scientifici stranieri in Roma e all'estero. Il patrimonio librario, che conta attualmente circa 70.000 volumi e più di 760 testate di riviste italiane e straniere, abbraccia oltre al tema centrale delle fonti, i molteplici aspetti della storia e della cultura medievale. La biblioteca è aperta al pubblico.  
Oltre alla biblioteca, l'Istituto ospita un archivio storico che conserva la documentazione relativa alla sua propria attività scientifica e amministrativa. Riconosciuto nel 1992 di notevole interesse storico dalla Soprintendenza archivistica per il Lazio, conserva oltre al fondo Istituzionale, anche i fondi personali degli storici medievisti Raffaello Morghen, Vittorio Fiorini, Girolamo Arnaldi, Elio Conti, Clara Gennaro, Massimo Miglio e i fondi di due enti: l’Associazione dei medievalisti italiani e il Comité international des sciences historiques. Per tale ragione, la documentazione conservata nell’Archivio storico riveste grande importanza per la storia della medievistica e dell’editoria scientifica italiana. L'Archivio è aperto al pubblico per la consultazione del materiale da esso conservato. 

## Casa Editrice
L'istituto svolge anche attività di casa editrice. Cura la pubblicazione dei repertori di fonti storiche, come la serie Fonti per la storia d'Italia, i Rerum Italicarum Scriptores, e il Repertorium Fontium Historiae Medii Aevi. Oltre a queste collane di antica tradizione che hanno reso celebre l'Istituto nel panorama scientifico e editoriale, altre se ne sono aggiunte nel corso del tempo, come Nuovi Studi Storici, Fuori Collana, Quaderni della Scuola Storica, Edizione nazionale delle opere di Biondo Flavio. Particolarmente importante è la pubblicazione della rivista annuale ("Bullettino dell'Istituto Storico Italiano per il Medio Evo") che ospita saggi di storia e cultura medievale. L'Istituto cura direttamente le proprie pubblicazioni grazie al lavoro delle due redazioni interne (scientifica ed editoriale). 

## Scuola Storica Nazionale di Studi Medioevali e Attività di ricerca
La Scuola storica nazionale, istituita nel 1923 ed annessa all'ISIME, ha assunto nel 1936 l'intitolazione di Scuola nazionale di studi medioevali. La Scuola è diretta dal Presidente dell'Istituto. Nata con lo scopo di formare una nuova generazione di storici per lo studio delle fonti per la storia d’Italia, nel tempo ha modificato la propria funzione, adeguando le sue prospettive ai cambiamenti generali che hanno animato la società italiana del tempo. Attualmente vi sono ammessi, mediante concorso pubblico per titoli, giovani studiosi titolari di dottorato di ricerca in discipline storiche e filologiche. Alcuni tra i più illustri nomi della medievistica italiana hanno potuto vantare e vantano l'esperienza quali Alunni della Scuola; esperienza che consiste in attività di ricerca scientifica e approfondimento dei propri campi di studio, al fine di realizzare edizioni critiche e opere monografiche.
L'Istituto promuove ed ospita regolarmente convegni e seminari di studio che contribuiscono allo sviluppo della storiografia medievistica italiana.

## Presidenti
- Cesare Correnti, 27 gennaio 1885 - 4 ottobre 1888 †
- Marco Tabarrini, 24 novembre 1888 - 14 gennaio 1898 †
- Pasquale Villari, 7 febbraio 1898 - 12 maggio 1911 (dimesso)
- Paolo Boselli, 12 maggio 1911 - 10 marzo 1932 †
- Pietro Fedele, 5 giugno 1933 - 9 gennaio 1943 †
- Carlo Calisse, 1º giugno 1943 - 22 aprile 1945 †
- Gaetano De Sanctis, 11 luglio 1945 - 23 aprile 1952 (commissario) †
- Raffaello Morghen, 23 aprile 1952 - 3 luglio 1982 (dimesso) †
- Girolamo Arnaldi, 3 luglio 1982 - 12 marzo 2001 (dimesso) †
- Massimo Miglio, 18 aprile 2001 - 7 giugno 2023 (dimesso)
- Umberto Longo, 7 giugno 2023 - 21 febbraio 2024 (commissario straordinario), 22 febbraio 2024 - in carica (direttore)[5]